# Mojżesz Abram Feldsztein

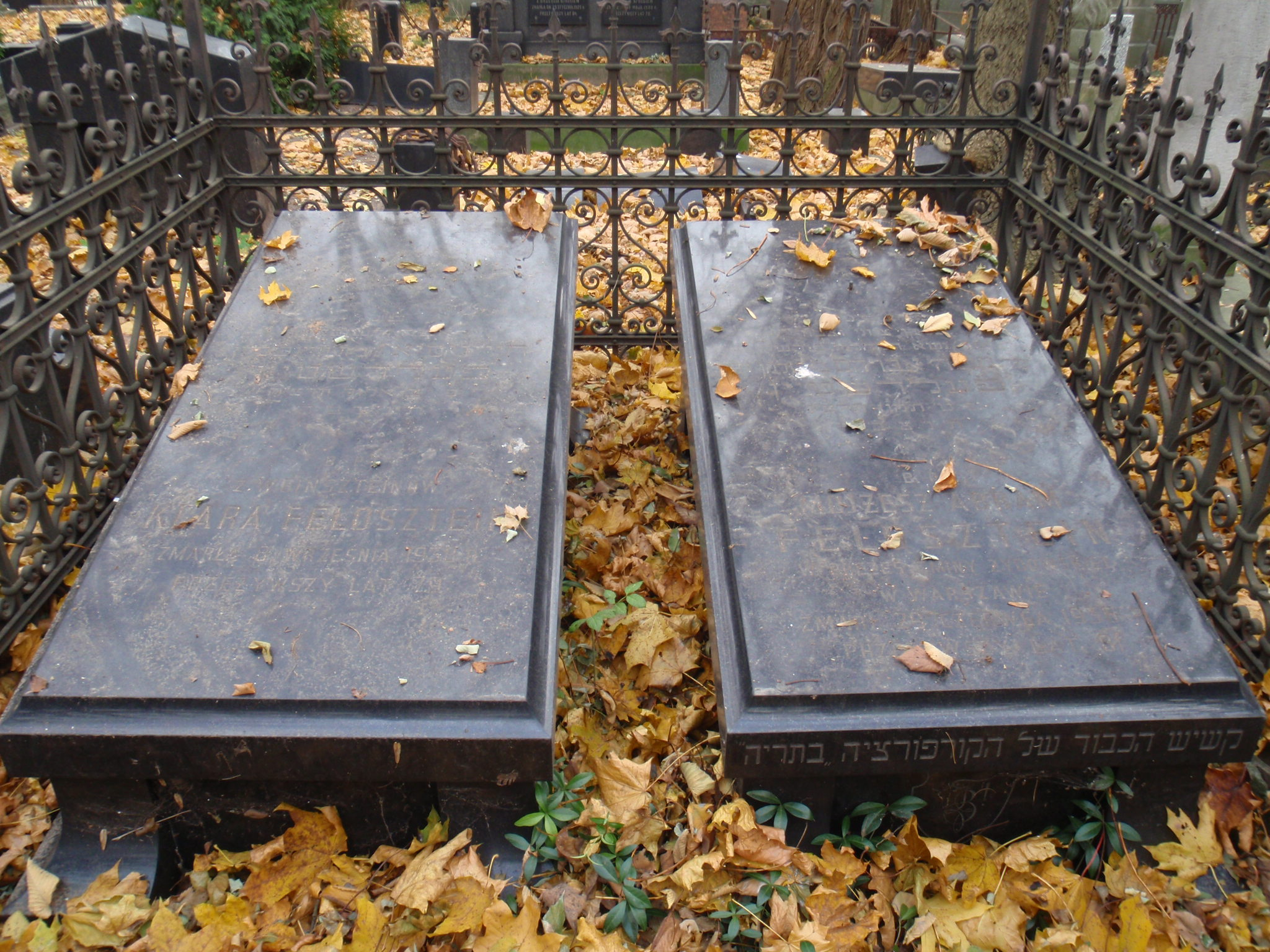
Grób Mojżesza Feldszteina na cmentarzu żydowskim w Warszawie (po prawej)

Mojżesz Abram Feldsztein (ur. 1855, zm. 29 czerwca 1936 w Warszawie) – polski działacz społeczności żydowskiej, prezes warszawskiej gminy żydowskiej.
Pochowany jest na cmentarzu żydowskim przy ulicy Okopowej w Warszawie (kwatera 10).